# 蓝秀珍
蓝秀珍（1961年—），畲族，中华人民共和国政治人物、第十一届全国政协委员。
加入中国共产党，担任福建省宁德市政协副主席、市妇联主席。2008年，当选第十一届全国政协委员，代表少数民族界，分入第五十组。